# Xanthia japonago
Xanthia japonago är en fjärilsart som beskrevs av Alfred Ernest Wileman och Reginald James West 1929.
Xanthia japonago ingår i släktet Xanthia och familjen nattflyn. Inga underarter finns listade i Catalogue of Life.